# Premier district congressionnel du Connecticut
Le 1er district du congressionnel du Connecticut est une circonscription électorale de l'État américain du Connecticut. Situé autour de la capitale, Hartford, il englobe une grande partie du centre du Connecticut et comprend des villes des comtés d'Hartford, Litchfield et Middlesex. Avec un CPVI de D+11, c'est le district le plus démocrate du Connecticut.
Les principales villes sont Bristol, Hartford et Torrington.
Le district est représenté par le démocrate John B. Larson depuis 1999.

## Géographie
Pour le 118e Congrès et les congrès successifs (basés sur le redécoupage suite au recensement de 2020), le 1er district du Connecticut contient des parties de quatre régions de planification et 27 municipalités.

### Capitol Planning Region (17)
Berlin (incluant Kensington), Bloomfield (incluant Blue Hills), East Granby, East Hartford, East Windsor (incluant Broad Brook), Glastonbury (en partie ; également dans le 2e ; incluant Glastonbury Center), Granby (incluant North Granby et Salmon Brook), Hartford, Manchester (incluant la census-designated place de Manchester), Newington, Rocky Hill, South Windsor, Southington (incluant Plantsville), West Hartford, Wethersfield, Windsor, Windsor Locks

### Lower Connecticut River Valley Planning Region (3)
Cromwell, Middletown (en partie ; également dans le 3e), Portland (incluant la census-designated place de Portland)

### Naugatuck Valley Planning Region (1)
Bristol

### Northwest Hills Planning Region (6)
Barkhamsted (incluant Pleasant Valley et Riverton), Colebrook, Hartland, New Hartford (incluant New Hartford Center), Torrington (en partie; également 5e), Winchester (incluant Winsted)

## Registre des affiliations politiques
| Affiliation politique au 30 octobre 2012 | Affiliation politique au 30 octobre 2012 | Affiliation politique au 30 octobre 2012 | Affiliation politique au 30 octobre 2012 | Affiliation politique au 30 octobre 2012 | Affiliation politique au 30 octobre 2012 |
| Parti                                    | Parti                                    | Actifs                                   | Inactifs                                 | Total                                    | %                                        |
| ---------------------------------------- | ---------------------------------------- | ---------------------------------------- | ---------------------------------------- | ---------------------------------------- | ---------------------------------------- |
|                                          | Démocrate                                | 156 784                                  | 11 392                                   | 168 176                                  | 40,39                                    |
|                                          | Républicain                              | 71 932                                   | 3 348                                    | 75 280                                   | 18,08                                    |
|                                          | Partis mineur                            | 301                                      | 29                                       | 330                                      | 0,07                                     |
|                                          | Non affilié                              | 161 327                                  | 11 299                                   | 172 626                                  | 41,46                                    |
|                                          | Total                                    | 390 334                                  | 26 068                                   | 416 412                                  | 100 %                                    |

## Historique de vote
| Années | Poste      | Résultats                  |
| ------ | ---------- | -------------------------- |
| 2000   | Président  | Gore 62,0 % – 33,0 %       |
| 2004   | Président  | Kerry 60,0 % – 39,0 %      |
| 2008   | Président  | Obama 66,0 % – 33,0 %      |
| 2012   | Président  | Obama 63,0 % – 36,0 %      |
| 2016   | Président  | Clinton 59,0 % – 36,0 %    |
| 2016   | Sénat      | Blumenthal 68,0 % - 36,0 % |
| 2018   | Gouverneur | Lamont 52,0 % - 41,0 %     |
| 2018   | Sénat      | Murphy 63,0 % - 36,0 %     |
| 2020   | Président  | Biden 63,0 % – 35,0 %      |
| 2022   | Sénat      | Blumenthal 61,0 % - 39,0 % |

## Liste des représentants du district
| Membre                   | Parti        | Années                             | Congrès        | Histoire électorale |
| ------------------------ | ------------ | ---------------------------------- | -------------- | --- |
| Isaac Toucey             | Démocrate    | 4 mars 1837 - 3 mars 1839          | 25e            | Redécoupage depuis le district at-large et réélu en 1837. Perd sa réélection. |
| Joseph Trumbull (en)     | Whig         | 4 mars 1839 - 3 mars 1843          | 26e , 27e      | Élu en 1839. Réélu en 1840. Retrait. |
| Thomas H. Seymour (en)   | Démocrate    | 4 mars 1843 - 3 mars 1845          | 28e            | Élu en 1843. Retrait. |
| James Dixon (en)         | Whig         | 4 mars 1845 - 3 mars 1849          | 29e , 30e      | Élu en 1845. Réélu en 1847. Retrait. |
| Loren P. Waldo (en)      | Démocrate    | 4 mars 1849 - 3 mars 1851          | 31e            | Élu en 1849. Perd sa réélection. |
| Charles Chapman (en)     | Whig         | 4 mars 1851 - 3 mars 1853          | 32e            | Élu en 1851. Retrait pour se présenter au poste de gouverneur. |
| James T. Pratt (en)      | Démocrate    | 4 mars 1853 - 3 mars 1855          | 33e            | Élu en 1853. Perd sa réélection. |
| Ezra Clark Jr. (en)      | Know Nothing | 4 mars 1855 - 3 mars 1857          | 34e , 35e      | Élu en 1855. Réélu en 1857. Perd sa réélection. |
| Ezra Clark Jr. (en)      | Républicain  | 4 mars 1857 - 3 mars 1859          | 34e , 35e      | Élu en 1855. Réélu en 1857. Perd sa réélection. |
| Dwight Loomis (en)       | Républicain  | 4 mars 1859 - 3 mars 1863          | 36,3736e , 37e | Élu en 1859 Réélu en 1861. Retrait. |
| Henry C. Deming (en)     | Républicain  | 4 mars 1863 - 3 mars 1867          | 38,3938e , 39e | Élu en 1863. Réélu en 1865. Perd sa réélection. |
| Richard D. Hubbard (en)  | Démocrate    | 4 mars 1867 - 3 mars 1869          | 40e            | Élu en 1867. Retrait. |
| Julius L. Strong (en)    | Républicain  | 4 mars 1869 - 7 septembre 1872     | 41e , 42e      | Élu en 1869. Réélu en 1871. Décès. |
| Vacant                   | Vacant       | 7 septembre 1872 - 2 décembre 1872 | 42e            | |
| Joseph Roswell Hawley    | Républicain  | 2 décembre 1872 - 3 mars 1875      | 42e , 43e      | Élu pour terminer le mandat de Strong. Réélu en 1873. Perd sa réélection. |
| George M. Landers (en)   | Démocrate    | 4 mars 1875 - 3 mars 1879          | 44e , 45e      | Élu en 1875. Réélu en 1876. Retrait. |
| Joseph Roswell Hawley    | Républicain  | 4 mars 1879 - 3 mars 1881          | 46e            | Élu en 1878. Retrait lorsqu'élu comme Sénateur des États-Unis. |
| John R. Buck (en)        | Républicain  | 4 mars 1881 - 3 mars 1883          | 47e            | Élu en 1880. Perd sa réélection. |
| William W. Eaton         | Démocrate    | 4 mars 1883 - 3 mars 1885          | 48e            | Élu en 1882. Perd sa réélection. |
| John R. Buck (en)        | Républicain  | 4 mars 1885 - 3 mars 1887          | 49e            | Élu en 1884. Perd sa réélection. |
| Robert J. Vance (en)     | Démocrate    | 4 mars 1887 - 3 mars 1889          | 50e            | Élu en 1886. Perd sa réélection. |
| William E. Simonds (en)  | Républicain  | 4 mars 1889 - 3 mars 1891          | 51e            | Élu en 1888. Perd sa réélection. |
| Lewis Sperry             | Démocrate    | 4 mars 1891 - 3 mars 1895          | 52e , 53e      | Élu en 1890. Réélu en 1892. Perd sa réélection. |
| E. Stevens Henry (en)    | Républicain  | 4 mars 1895 - 3 mars 1913          | 54e - 62e      | Élu en 1894. Réélu en 1896. Réélu en 1898. Réélu en 1900. Réélu en 1902. Réélu en 1904. Réélu en 1906. Réélu en 1908. Réélu en 1910. Retrait.                                                                             |
| Augustine Lonergan (en)  | Démocrate    | 4 mars 1913 - 3 mars 1915          | 63e            | Élu en 1912. Perd sa réélection. |
| P. Davis Oakey (en)      | Républicain  | 4 mars 1915 - 3 mars 1917          | 64e            | Élu en 1914. Perd sa réélection. |
| Augustine Lonergan (en)  | Démocrate    | 4 mars 1917 - 3 mars 1921          | 65e , 66e      | Élu en 1916. Réélu en 1918. Retrait pour se présenter comme Sénateur des États-Unis. |
| E. Hart Fenn (en)        | Républicain  | 4 mars 1921 - 3 mars 1931          | 67e - 71e      | Élu en 1920. Réélu en 1922. Réélu en 1924. Réélu en 1926. Réélu en 1928. Retrait. |
| Augustine Lonergan (en)  | Démocrate    | 4 mars 1931 - 3 mars 1933          | 72e            | Élu en 1930. Retrait lorsqu'il est élu au Sénat des États-Unis. |
| Herman P. Koppleman (en) | Démocrate    | 4 mars 1933 - 3 janvier 1939       | 73e - 75e      | Élu en 1932. Réélu en 1934. Réélu en 1936. Perd sa réélection. |
| William J. Miller (en)   | Républicain  | 3 mars 1939 - 3 janvier 1941       | 76e            | Élu en 1938. Perd sa réélection. |
| Herman P. Koppleman (en) | Démocrate    | 3 janvier 1941 - 3 janvier 1943    | 77e            | Élu en 1940. Perd sa réélection. |
| William J. Miller (en)   | Républicain  | 3 janvier 1943 - 3 janvier 1945    | 78e            | Élu en 1942. Perd sa réélection. |
| Herman P. Koppleman (en) | Démocrate    | 3 janvier 1945 - 3 janvier 1947    | 79e            | Élu en 1944. Perd sa réélection. |
| William J. Miller (en)   | Républicain  | 3 janvier 1947 - 3 janvier 1949    | 80e            | Élu en 1946. Perd sa réélection. |
| Abraham Ribicoff         | Démocrate    | 3 janvier 1949 - 3 janvier 1953    | 81e , 82e      | Élu en 1948. Réélu en 1950. Retrait pour se présenter au poste de sénateur des États-Unis. |
| Thomas J. Dodd (en)      | Démocrate    | 3 janvier 1953 - 3 janvier 1957    | 83e , 84e      | Élu en 1952. Réélu en 1954. Retrait pour se présenter au poste de sénateur des États-Unis. |
| Edwin H. May Jr. (en)    | Républicain  | 3 janvier 1957 - 3 janvier 1959    | 85e            | Élu en 1956. Perd sa réélection. |
| Emilio Q. Daddario (en)  | Démocrate    | 3 janvier 1959 - 3 janvier 1971    | 86e - 91e      | Élu en 1958. Réélu en 1960. Réélu en 1962. Réélu en 1964. Réélu en 1966. Réélu en 1968. Retrait pour se présenter au poste de gouverneur.                                                                                 |
| William R. Cotter (en)   | Démocrate    | 3 janvier 1971 - 8 septembre 1981  | 92e - 97e      | Élu en 1970. Réélu en 1972. Réélu en 1974. Réélu en 1976. Réélu en 1978. Réélu en 1980. Décès. |
| Vacant                   | Vacant       | 9 septembre 1981 - 11 janvier 1982 | 97e            | |
| Barbara B. Kennelly (en) | Démocrate    | 12 janvier 1982 - 3 janvier 1999   | 97e - 105e     | Élue pour terminer le mandat de Cotter. Réélue en 1982. Réélue en 1984. Réélue en 1986. Réélue en 1988. Réélue en 1990. Réélue en 1992. Réélue en 1994. Réélue en 1996. Retrait pour se présenter au poste de gouverneur. |
| John B. Larson           | Démocrate    | Depuis le 3 janvier 1999           | 106e - 119e    | Élu en 1998. Réélu en 2000. Réélu en 2002. Réélu en 2004. Réélu en 2006. Réélu en 2008. Réélu en 2010. Réélu en 2012. Réélu en 2014. Réélu en 2016. Réélu en 2018. Réélu en 2020. Réélu en 2022. Réélu en 2024.           |

## Récentes élections
Voici les résultats des dix précédents cycles électoraux dans le district.

### 2004
| Élection de 2004 du 1er district congressionnel du Connecticut | Élection de 2004 du 1er district congressionnel du Connecticut | Élection de 2004 du 1er district congressionnel du Connecticut | Élection de 2004 du 1er district congressionnel du Connecticut | Élection de 2004 du 1er district congressionnel du Connecticut |
| -------------------------------------------------------------- | -------------------------------------------------------------- | -------------------------------------------------------------- | -------------------------------------------------------------- | -------------------------------------------------------------- |
| Parti                                                          | Parti                                                          | Candidat                                                       | Votes                                                          | %                                                              |
|                                                                | Démocrate                                                      | John B. Larson (sortant)                                       | 197 964                                                        | 73,0                                                           |
|                                                                | Républicain                                                    | John Halstead                                                  | 73 272                                                         | 27,0                                                           |
| Total des votes                                                | Total des votes                                                | Total des votes                                                | 271 237                                                        | 100 %                                                          |
|                                                                | Les Démocrates conservent                                      |                                                                |                                                                |                                                                |

### 2006
| Élection de 2006 du 1er district congressionnel du Connecticut | Élection de 2006 du 1er district congressionnel du Connecticut | Élection de 2006 du 1er district congressionnel du Connecticut | Élection de 2006 du 1er district congressionnel du Connecticut | Élection de 2006 du 1er district congressionnel du Connecticut |
| -------------------------------------------------------------- | -------------------------------------------------------------- | -------------------------------------------------------------- | -------------------------------------------------------------- | -------------------------------------------------------------- |
| Parti                                                          | Parti                                                          | Candidat                                                       | Votes                                                          | %                                                              |
|                                                                | Démocrate                                                      | John B. Larson (sortant)                                       | 154 539                                                        | 74,0                                                           |
|                                                                | Républicain                                                    | Scott MacLean                                                  | 53 010                                                         | 26,0                                                           |
| Total des votes                                                | Total des votes                                                | Total des votes                                                | 207 549                                                        | 100 %                                                          |
|                                                                | Les Démocrates conservent                                      |                                                                |                                                                |                                                                |

### 2008
| Élection de 2008 du 1er district congressionnel du Connecticut | Élection de 2008 du 1er district congressionnel du Connecticut | Élection de 2008 du 1er district congressionnel du Connecticut | Élection de 2008 du 1er district congressionnel du Connecticut | Élection de 2008 du 1er district congressionnel du Connecticut |
| -------------------------------------------------------------- | -------------------------------------------------------------- | -------------------------------------------------------------- | -------------------------------------------------------------- | -------------------------------------------------------------- |
| Parti                                                          | Parti                                                          | Candidat                                                       | Votes                                                          | %                                                              |
|                                                                | Démocrate                                                      | John B. Larson (sortant)                                       | 211 563                                                        | 72,0                                                           |
|                                                                | Républicain                                                    | Joe Visconti                                                   | 76 851                                                         | 26,0                                                           |
|                                                                | Vert                                                           | Stephen Fournier                                               | 7 199                                                          | 2,0                                                            |
| Total des votes                                                | Total des votes                                                | Total des votes                                                | 295 613                                                        | 100 %                                                          |
|                                                                | Les Démocrates conservent                                      |                                                                |                                                                |                                                                |

### 2010
| Élection de 2010 du 1er district congressionnel du Connecticut | Élection de 2010 du 1er district congressionnel du Connecticut | Élection de 2010 du 1er district congressionnel du Connecticut | Élection de 2010 du 1er district congressionnel du Connecticut | Élection de 2010 du 1er district congressionnel du Connecticut |
| -------------------------------------------------------------- | -------------------------------------------------------------- | -------------------------------------------------------------- | -------------------------------------------------------------- | -------------------------------------------------------------- |
| Parti                                                          | Parti                                                          | Candidat                                                       | Votes                                                          | %                                                              |
|                                                                | Démocrate                                                      | John B. Larson (sortant)                                       | 138 440                                                        | 61,0                                                           |
|                                                                | Républicain                                                    | Ann Brickley                                                   | 84 076                                                         | 37,0                                                           |
|                                                                | Vert                                                           | Kenneth J. Krayeske                                            | 2 564                                                          | 1,0                                                            |
|                                                                | Action Socialiste (en)                                         | Christopher Hutchinson                                         | 955                                                            | 0,42                                                           |
| Total des votes                                                | Total des votes                                                | Total des votes                                                | 226 035                                                        | 100 %                                                          |
|                                                                | Les Démocrates conservent                                      |                                                                |                                                                |                                                                |

### 2012
| Élection de 2012 du 1er district congressionnel du Connecticut | Élection de 2012 du 1er district congressionnel du Connecticut | Élection de 2012 du 1er district congressionnel du Connecticut | Élection de 2012 du 1er district congressionnel du Connecticut | Élection de 2012 du 1er district congressionnel du Connecticut |
| -------------------------------------------------------------- | -------------------------------------------------------------- | -------------------------------------------------------------- | -------------------------------------------------------------- | -------------------------------------------------------------- |
| Parti                                                          | Parti                                                          | Candidat                                                       | Votes                                                          | %                                                              |
|                                                                | Démocrate                                                      | John B. Larson (sortant)                                       | 206 575                                                        | 70,0                                                           |
|                                                                | Républicain                                                    | John Henry Decker                                              | 82 262                                                         | 28,0                                                           |
|                                                                | Vert                                                           | Michael DeRosa                                                 | 5 746                                                          | 2,0                                                            |
| Total des votes                                                | Total des votes                                                | Total des votes                                                | 294 583                                                        | 100 %                                                          |
|                                                                | Les Démocrates conservent                                      |                                                                |                                                                |                                                                |

### 2014
| Élection de 2014 du 1er district congressionnel du Connecticut | Élection de 2014 du 1er district congressionnel du Connecticut | Élection de 2014 du 1er district congressionnel du Connecticut | Élection de 2014 du 1er district congressionnel du Connecticut | Élection de 2014 du 1er district congressionnel du Connecticut |
| -------------------------------------------------------------- | -------------------------------------------------------------- | -------------------------------------------------------------- | -------------------------------------------------------------- | -------------------------------------------------------------- |
| Parti                                                          | Parti                                                          | Candidat                                                       | Votes                                                          | %                                                              |
|                                                                | Démocrate                                                      | John B. Larson (sortant)                                       | 135 825                                                        | 62,0                                                           |
|                                                                | Républicain                                                    | Matthew Corey                                                  | 78 609                                                         | 36,0                                                           |
|                                                                | Vert                                                           | Jeff Russell                                                   | 3447                                                           | 2,0                                                            |
| Total des votes                                                | Total des votes                                                | Total des votes                                                | 217 881                                                        | 100 %                                                          |
|                                                                | Les Démocrates conservent                                      |                                                                |                                                                |                                                                |

### 2016
| Élection de 2016 du 1er district congressionnel du Connecticut | Élection de 2016 du 1er district congressionnel du Connecticut | Élection de 2016 du 1er district congressionnel du Connecticut | Élection de 2016 du 1er district congressionnel du Connecticut | Élection de 2016 du 1er district congressionnel du Connecticut |
| -------------------------------------------------------------- | -------------------------------------------------------------- | -------------------------------------------------------------- | -------------------------------------------------------------- | -------------------------------------------------------------- |
| Parti                                                          | Parti                                                          | Candidat                                                       | Votes                                                          | %                                                              |
|                                                                | Démocrate                                                      | John B. Larson (sortant)                                       | 188 286                                                        | 64,0                                                           |
|                                                                | Républicain                                                    | Matthew Corey                                                  | 100 976                                                        | 34,0                                                           |
|                                                                | Vert                                                           | Mike DeRosa                                                    | 6 031                                                          | 2,0                                                            |
| Total des votes                                                | Total des votes                                                | Total des votes                                                | 295 293                                                        | 100 %                                                          |
|                                                                | Les Démocrates conservent                                      |                                                                |                                                                |                                                                |

### 2018
| Élection de 2018 du 1er district congressionnel du Connecticut | Élection de 2018 du 1er district congressionnel du Connecticut | Élection de 2018 du 1er district congressionnel du Connecticut | Élection de 2018 du 1er district congressionnel du Connecticut | Élection de 2018 du 1er district congressionnel du Connecticut |
| -------------------------------------------------------------- | -------------------------------------------------------------- | -------------------------------------------------------------- | -------------------------------------------------------------- | -------------------------------------------------------------- |
| Parti                                                          | Parti                                                          | Candidat                                                       | Votes                                                          | %                                                              |
|                                                                | Démocrate                                                      | John B. Larson (sortant)                                       | 175 087                                                        | 63,0                                                           |
|                                                                | Républicain                                                    | Jennifer Nye                                                   | 96 024                                                         | 35,0                                                           |
|                                                                | Vert                                                           | Tom McCormick                                                  | 3 029                                                          | 1,0                                                            |
| Total des votes                                                | Total des votes                                                | Total des votes                                                | 274 140                                                        | 100 %                                                          |
|                                                                | Les Démocrates conservent                                      |                                                                |                                                                |                                                                |

### 2020
| Élection de 2020 du 1er district congressionnel du Connecticut | Élection de 2020 du 1er district congressionnel du Connecticut | Élection de 2020 du 1er district congressionnel du Connecticut | Élection de 2020 du 1er district congressionnel du Connecticut | Élection de 2020 du 1er district congressionnel du Connecticut |
| -------------------------------------------------------------- | -------------------------------------------------------------- | -------------------------------------------------------------- | -------------------------------------------------------------- | -------------------------------------------------------------- |
| Parti                                                          | Parti                                                          | Candidat                                                       | Votes                                                          | %                                                              |
|                                                                | Démocrate                                                      | John B. Larson (sortant)                                       | 222 668                                                        | 64,0                                                           |
|                                                                | Républicain                                                    | Mary Fay                                                       | 122 111                                                        | 35,0                                                           |
|                                                                | Vert                                                           | Tom McCormick                                                  | 4 458                                                          | 1,0                                                            |
| Total des votes                                                | Total des votes                                                | Total des votes                                                | 349 237                                                        | 100 %                                                          |
|                                                                | Les Démocrates conservent                                      |                                                                |                                                                |                                                                |

### 2022
Les primaires démocrate et républicaine ont été annulées. John Larson (D-Sortant), et Larry Lazor (R) sont qualifiés pour l'élection générale.
| Élection de 2022 du 1er district congressionnel du Connecticut | Élection de 2022 du 1er district congressionnel du Connecticut | Élection de 2022 du 1er district congressionnel du Connecticut | Élection de 2022 du 1er district congressionnel du Connecticut | Élection de 2022 du 1er district congressionnel du Connecticut |
| -------------------------------------------------------------- | -------------------------------------------------------------- | -------------------------------------------------------------- | -------------------------------------------------------------- | -------------------------------------------------------------- |
| Parti                                                          | Parti                                                          | Candidat                                                       | Votes                                                          | %                                                              |
|                                                                | Démocrate                                                      | John B. Larson (sortant)                                       | 149 556                                                        | 61,3                                                           |
|                                                                | Républicain                                                    | Larry Lazor                                                    | 91 506                                                         | 37,5                                                           |
|                                                                | Vert                                                           | Mary L. Sanders                                                | 2 851                                                          | 1,2                                                            |
| Total des votes                                                | Total des votes                                                | Total des votes                                                | 243 913                                                        | 100 %                                                          |
|                                                                | Les Démocrates conservent                                      |                                                                |                                                                |                                                                |

### 2024
Les primaires démocrate et républicaine ont été annulées. John Larson (D-Sortant), et Jim Griffin (R) sont qualifiés pour l'élection générale.
| Élection de 2024 du 1er district congressionnel du Connecticut | Élection de 2024 du 1er district congressionnel du Connecticut | Élection de 2024 du 1er district congressionnel du Connecticut | Élection de 2024 du 1er district congressionnel du Connecticut | Élection de 2024 du 1er district congressionnel du Connecticut |
| -------------------------------------------------------------- | -------------------------------------------------------------- | -------------------------------------------------------------- | -------------------------------------------------------------- | -------------------------------------------------------------- |
| Parti                                                          | Parti                                                          | Candidat                                                       | Votes                                                          | %                                                              |
|                                                                | Démocrate                                                      | John B. Larson (sortant)                                       | 208 649                                                        | 63,1                                                           |
|                                                                | Républicain                                                    | Jim Griffin                                                    | 115 065                                                        | 34,8                                                           |
|                                                                | Vert                                                           | Mary L. Sanders                                                | 6768                                                           | 2,0                                                            |
| Total des votes                                                | Total des votes                                                | Total des votes                                                | 330 482                                                        | 100 %                                                          |
|                                                                | Les Démocrates conservent                                      |                                                                |                                                                |                                                                |